# Oeganda op de Olympische Zomerspelen 2008
Oeganda nam deel aan de Olympische Zomerspelen 2008 in Peking, China. Het was de dertiende deelname van het land aan de Olympische Zomerspelen.
De elf deelnemers, negen mannen en twee vrouwen, kwamen in actie op tien onderdelen in vier olympische sporten; atletiek, boksen, zwemmen en voor het eerst in badminton. De atleten Boniface Kiprop en Alex Malinga (voor het eerst in 2000) en namen deze editie als enige sporters voor de tweede keer deel.
De gewichtheffer Mubarak Musoke Kivumbi nam niet aan de wedstrijden in de klasse tot 56 kilogram deel.

## Deelnemers & resultaten
(m) = mannen, (v) = vrouwen 

### Atletiek
| Olympiër             | Onderdeel              | Resultaat | Prestatie                                              |
| -------------------- | ---------------------- | --------- | ------------------------------------------------------ |
| Abraham Chepkirwok   | 800m (m)               | 23e       | serie 6: 2de in 1.47,93 halve finale 3: 7de in 1.49,16 |
| Moses Ndiema Kipsiro | 5000m (m)              | 4e        | serie 2: 2de in 13.46,58 finale: 4de in 13.10,46       |
| Geoffrey Kusuro      | 5000m (m)              | 23e       | serie 1: 11de in 13.50,50                              |
| Boniface Kiprop      | 10000m (m)             | 10e       | 27.27,28                                               |
| Benjamin Kiplagat    | 3000m steeplechase (m) | 9e        | serie 3: 3de in 8.20,22 finale: 9de in 8.20,27         |
| Alex Malinga         | marathon (m)           | 31e       | 2:18.26                                                |
|                      |                        |           |                                                        |
| Justine Bayigga      | 400m (v)               | 44e       | serie 2: 7de in 54,15 (                                |

### Badminton
| Olympiër      | Onderdeel     | Resultaat | Prestatie                              |
| ------------- | ------------- | --------- | -------------------------------------- |
| Edwin Ekiring | enkelspel (m) | 17e       | 1ste ronde: V van KOR Park: 5-21, 8-21 |

### Boksen
| Olympiër      | Onderdeel | Resultaat | Prestatie                           |
| ------------- | --------- | --------- | ----------------------------------- |
| Ronald Serugo | -48kg (m) | 17e       | 1ste ronde: V van MGL Serdamba: 5-9 |

### Zwemmen
| Olympiër             | Onderdeel          | Resultaat | Prestatie              |
| -------------------- | ------------------ | --------- | ---------------------- |
| Gilbert Kaburu       | 50m vrije slag (m) | 82e       | serie 4: 7de in 27,72  |
|                      |                    |           |                        |
| Olivia Aya Nakitanda | 50m vrije slag (v) | 66e       | serie 3: 1ste in 29,38 |

Afghanistan · Albanië · Algerije · Amerikaanse Maagdeneilanden · Amerikaans-Samoa · Andorra · Angola · Antigua en Barbuda · Argentinië · Armenië · Aruba · Australië · Azerbeidzjan · Bahama's · Bahrein · Bangladesh · Barbados · België · Belize · Benin · Bermuda · Bhutan · Bolivia · Bosnië en Herzegovina · Botswana · Brazilië · Britse Maagdeneilanden · Bulgarije · Burkina Faso · Burundi · Cambodja · Canada · Centraal-Afrikaanse Republiek · Chili · China · Chinees Taipei · Colombia · Comoren · Congo-Brazzaville · Congo-Kinshasa · Cookeilanden · Costa Rica · Cuba · Cyprus · Denemarken · Djibouti · Dominica · Dominicaanse Republiek · Duitsland · Ecuador · Egypte · El Salvador · Equatoriaal-Guinea · Eritrea · Estland · Ethiopië · Fiji · Filipijnen · Finland · Frankrijk · Gabon · Gambia · Georgië · Ghana · Grenada · Griekenland · Groot-Brittannië · Guam · Guatemala · Guinee · Guinee‑Bissau · Guyana · Haïti · Honduras · Hongarije · Hongkong · Ierland · IJsland · India · Indonesië · Irak · Iran · Israël · Italië · Ivoorkust · Jamaica · Japan · Jemen · Jordanië · Kaaimaneilanden · Kaapverdië · Kameroen · Kazachstan · Kenia · Kirgizië · Kiribati · Koeweit · Kroatië · Laos · Lesotho · Letland · Libanon · Liberia · Libië · Liechtenstein · Litouwen · Luxemburg · Macedonië · Madagaskar · Malawi · Malediven · Maleisië · Mali · Malta · Marshalleilanden · Marokko · Mauritanië · Mauritius · Mexico · Micronesië · Moldavië · Monaco · Mongolië · Montenegro · Mozambique · Myanmar · Namibië · Nauru · Nederland · Nederlandse Antillen · Nepal · Nicaragua · Nieuw-Zeeland · Niger · Nigeria · Noord-Korea · Noorwegen · Oeganda · Oekraïne · Oezbekistan · Oman · Oostenrijk · Oost‑Timor · Pakistan · Palau · Palestina · Panama · Papoea-Nieuw-Guinea · Paraguay · Peru · Polen · Portugal · Puerto Rico · Qatar · Roemenië · Rusland · Rwanda · Saint Kitts en Nevis · Saint Lucia · Saint Vincent en Grenadines · Salomonseilanden · Samoa · San Marino · Sao Tomé en Principe · Saoedi-Arabië · Senegal · Servië · Seychellen · Sierra Leone · Singapore · Slovenië · Slowakije · Soedan · Somalië · Spanje · Sri Lanka · Suriname · Swaziland · Syrië · Tadzjikistan · Tanzania · Thailand · Togo · Tonga · Trinidad en Tobago · Tsjaad · Tsjechië · Tunesië · Turkije · Turkmenistan · Tuvalu · Uruguay · Vanuatu · Venezuela · Verenigde Arabische Emiraten · Verenigde Staten · Vietnam · Wit-Rusland · Zambia · Zimbabwe · Zuid-Afrika · Zuid-Korea · Zweden · Zwitserland
Uitgesloten van deelname: Brunei